# Ковелано (Болцано)
Ковелано је насеље у Италији у округу Болцано, региону Трентино-Јужни Тирол.
Према процени из 2011. у насељу је живело 500 становника. Насеље се налази на надморској висини од 724 м.